# Кожласола (Совєтський район)
Кожласо́ла (рос. Кожласола, марій. Кожласола) — присілок у складі Совєтського району Марій Ел, Росія. Входить до складу Ронгинського сільського поселення.

## Населення
Населення — 41 особа (2010; 54 у 2002).
Національний склад (станом на 2002 рік):
- марі — 98 %